# Ingrid Lukáčová
Ingrid Lukáčová, z domu Šangriková (ur. 20 kwietnia 1969 w Trebišovie) – słowacka poetka i pedagog.

## Życiorys
Ingrid Šangriková w latach 1975–1983 uczęszczała do szkoły podstawowej w Trebišovie, a następnie w latach 1983–1987 do miejscowego gimnazjum. W latach 1988–1993 studiowała języka i literaturę słowacką na wydziale filozoficznym Uniwersytetu Pavla Jozefa Šafárika w Preszowie, obecnie Uniwersytet Preszowski. W latach 1993–2009 pracowała jako nauczycielka języka słowackiego, literatury i wiedzy o społeczeństwie w szkole w Sečovciach. Po 2009 roku przez pewien czas pracowała jako dyrektor domu Macierzy Słowackiej w Michalovcach. Od 2011 roku była kierownikiem wydziału edukacji, młodzieży, kultury i sportu w Urzędzie Miejskim w Sečovciach a od 2015 roku pełniła funkcję dyrektora Miejskiego Centrum Kultury, również w  Sečovciach. 
Ingrid zaczęła publikować swoje wiersze w wieku 15 lat, w lokalnych gazetach i czasopismach literackich „Dotyky” i „Nové slovo mladých”. Podczas nauki w średniej szkole opublikowała w prasie około 100 wierszy. Poezję i gatunki dziennikarskie
publikowała także podczas studiów uniwersyteckich w czasopismach:  „Nové slovo”, „Dotyky”, „Slovenské pohľady”, „Literárny týždenník”, „Kultúra”, „Rak”, a także w prasie regionalnej, telewizji i radiu. Zadebiutowała zbiorem wierszy Slnko šetrí zápalkam w 1996 roku. Została wielokrotnie nagradzana za swoją twórczość w konkursach literackich. W 2002 roku została członkiem Stowarzyszenia Pisarzy Słowackich. Nadal poświęca się twórczości literackiej, promocji kultury i sztuki.

## Wybrane dzieła

### Poezja
- 1996 – Slnko šetrí zápalkami
- 2002 – Písmovízia
- 2004 – Láskolam
- 2006 – Duo s ozvenou
- 2009 – Dotyky nehy
- 2011 – Deň celý láskavý
- 2014 – Blíženec les
- 2017 – Vietor bez (s)vedomia